# Skuldelev 1

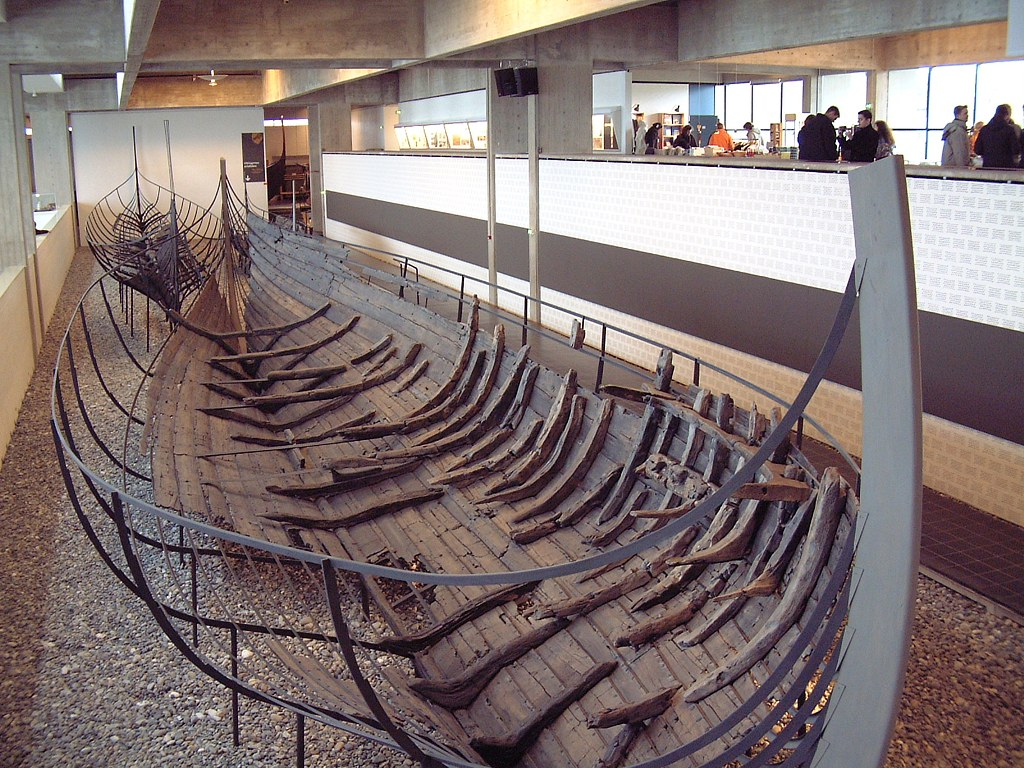
Knarren utställd på Vikingaskeppsmuseet i Roskilde.

Skuldelev 1 är ett vikingaskepp, en knarr från 1000-talet, påträffat i Skuldelevsavspärrningen i Roskildefjorden i Danmark. Skeppet är numera utställt på Vikingaskeppsmuseet, Roskilde.
Skeppet har varit 16,5 meter långt, 4,5 meter brett och var byggt av ek och furu. Det kunde lasta uppemot 24 ton och hade ett segel som mätte omkring 100 meter. Fartyget har ett öppet lastrum i mitten och antas ha fungerat som lastfartyg för längre färder på öppet hav.
Skuldelev 1 byggdes i Västra Norge.